# Наркомания в викторианскую эпоху
Употребление наркотиков, в основном опиатов, а также кокаина, было широко распространено в викторианскую эпоху.
Широкое распространение наркомании в Англии и других странах в XIX — начале XX века связано с тем, что наркотические вещества были доступны всем слоям населения, их оборот долгое время никак не регламентировался и не ограничивался, либо принимаемые меры были неэффективны. В Англии из-за жестких антиалкогольных законов опиум стоил дешевле, чем спиртное, что способствовало высокому спросу на него. Кроме того, наука и медицина того времени не вполне осознавали вред, приносимый чрезмерным употреблением наркотиков и наркотической зависимостью. Лекарства с содержанием наркотиков были популярны в течение всей викторианской эпохи и до первых десятилетий XX века, активно рекламировались и популяризировались как универсальные средства от множества болезней и рекомендовались даже детям.

## Распространение
...

«Как ты, Лора? Заждалась?

Расцелуй меня тотчас!

Не гляди на синяки,

Это, право, пустяки.

Я — как яблочный пирог:

Мякоть сладкая и сок

С шеи капают, со щек!

Это все от гоблинов,

Хоть и не по-доброму.

Ну, целуй скорей меня,

Ешь меня и пей меня!»

Лора с кресла прыг –

За голову, в крик:

«Лиза, милая сестра,

Ты отведала плодов

Из запретных тех садов,

Ты зачахнешь, словно я,

Жизнь померкнет, как моя,

Будут гоблины являться

И манить в свои края…»

…
Примечательно то, что наркотической зависимостью страдали все слои английского общества, от бедняков и иммигрантов до среднего класса и представителей аристократии. По некоторым данным, около 5 % населения Англии регулярно употребляли опиум.
Наркотической зависимостью в той или иной степени страдали многие деятели искусства той эпохи: писатель Томас де Квинси, автор книги «Исповедь англичанина, употреблявшего опиум», поэт Сэмюэл Колеридж, Чарльз Диккенс, натурщица Элизабет Сиддал (умерла от передозировки лауданума), поэтесса Элизабет Барретт Браунинг и другие.
Широко было распространение наркомании в среде богемы; как признавалась актриса Сара Бернар: «Я выходила на сцену в полубессознательном состоянии, но все равно получала восторги и аплодисменты публики».
Рабочий класс и малообеспеченные слои населения употребляли наркотики как более дешевую альтернативу алкоголю. Опиум, считавшийся лекарственным средством, не облагался акцизами на алкоголь и стоил дешевле джина. В среднем и высшем классе наркотической зависимостью страдали в основном женщины, домохозяйки и светские дамы, употреблявшие наркотические «лекарства» и успокоительные, чтобы снизить стресс и расслабиться. Врачи охотно прописывали женщинам лауданум (опиумную настойку на спирту) при любых признаках недомогания — усталости, истеричности, головных болях, болезненных менструациях и т. д.

## Опиумные войны
Пик популярности употребления опиума начинается с 40-х годов XIX века и связан с противостоянием Британской империи и Китая, известном как опиумные войны (1840—42 и 1856—60 годы). Целью англичан в этом противостоянии было переломить китайскую политику самоизоляции и получить доступ к китайскому рынку сбыта, практически закрытому для европейцев. Товаром, который пользовался в Китае спросом и мог выровнять торговый баланс, принося англичанам огромную прибыль, был опиум, однако его продажа запрещалась императорскими декретами.

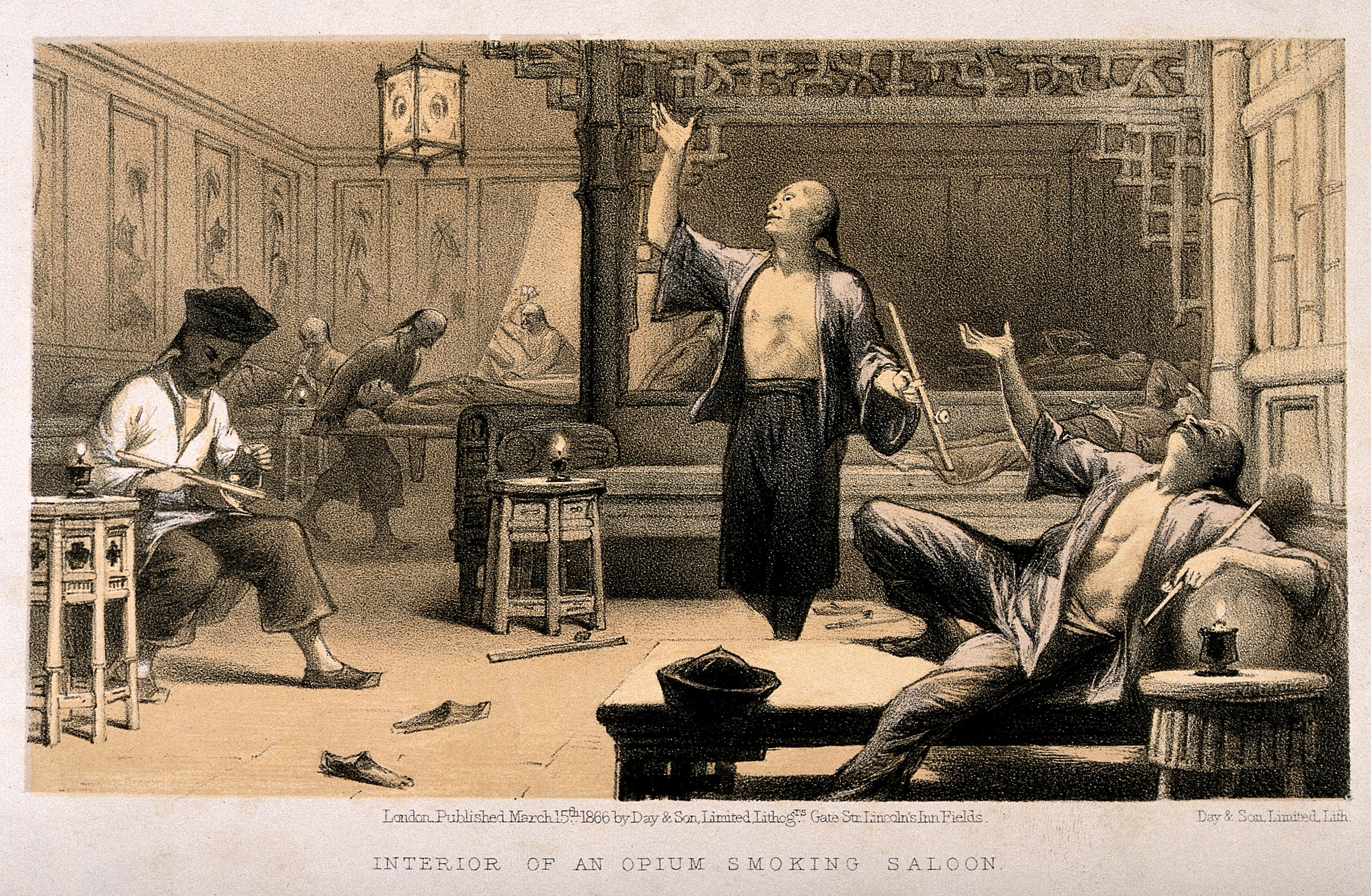
Китайские курильщики опиума, ок. 1866

Опиумный мак выращивался в подконтрольной Англии индийской провинции Бенгалия. Британская Ост-Индская компания приобрела монополию на закупку бенгальского опиума в 1773 году и с конца XVIII века начала нелегальную продажу наркотика в Китае. В 1775 году было реализовано 1,5 тонны опиума, а к 1830 году годовые продажи выросли в 1000 раз и составили 1500 тонн. В 1834 году британские предприниматели добились отмены монополии Ост-Индской компании, что способствовало увеличению поставок опиума в Китай. В результате потребление опиума в Китае достигло невероятного размаха, от зависимости страдали от 10 до 60 % должностных лиц, в том числе некоторые приближенные императора. После тщетных попыток борьбы с опиумной торговлей в 1839 году император Даогуан объявил о полном закрытии страны для иностранных торговцев. Это дало англичанам повод к войне.
Контрабанда опиума и опиумные войны с Китаем способствовали распространению наркомании и в самой Англии. В XIX веке китайцы в Лондоне жили в районе Лаймхаус в Ист-Энде. В этом районе располагались многочисленные опиумные курильни (притоны), которые посещали многие лондонцы, в том числе аристократы.

## Курение опиума

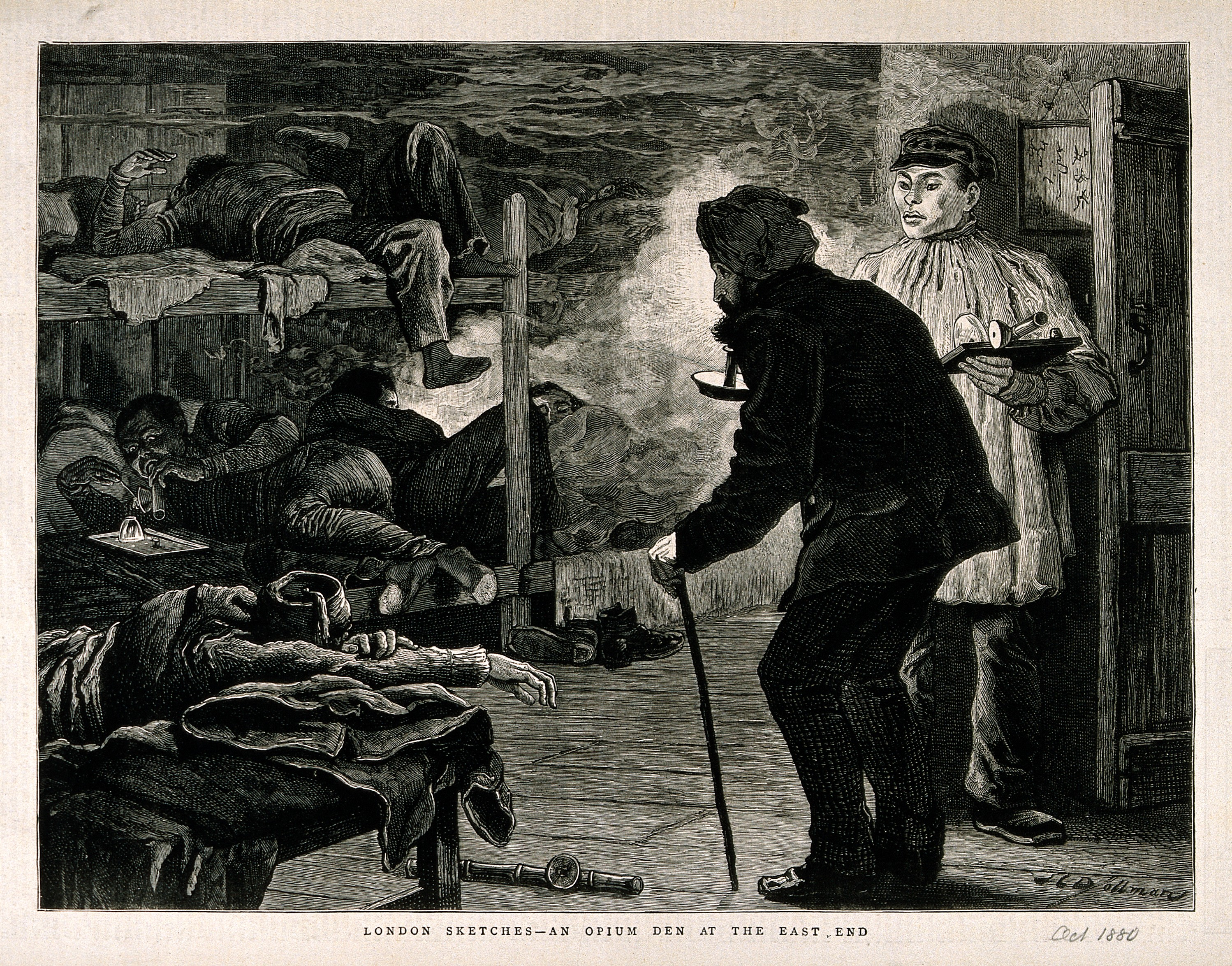
Опиумный притон в Ист-Энде, около 1880 года

Одной из самых распространенных форм наркомании не только в Англии, но и во многих других странах, было курение опиума. Это развлечение, которому предавались как низшие слои населения, так и аристократия (преимущественно мужчины, так как женщины чаще употребляли лауданум), было доступно в специальных курильнях, называемых «домами» или «клубами».

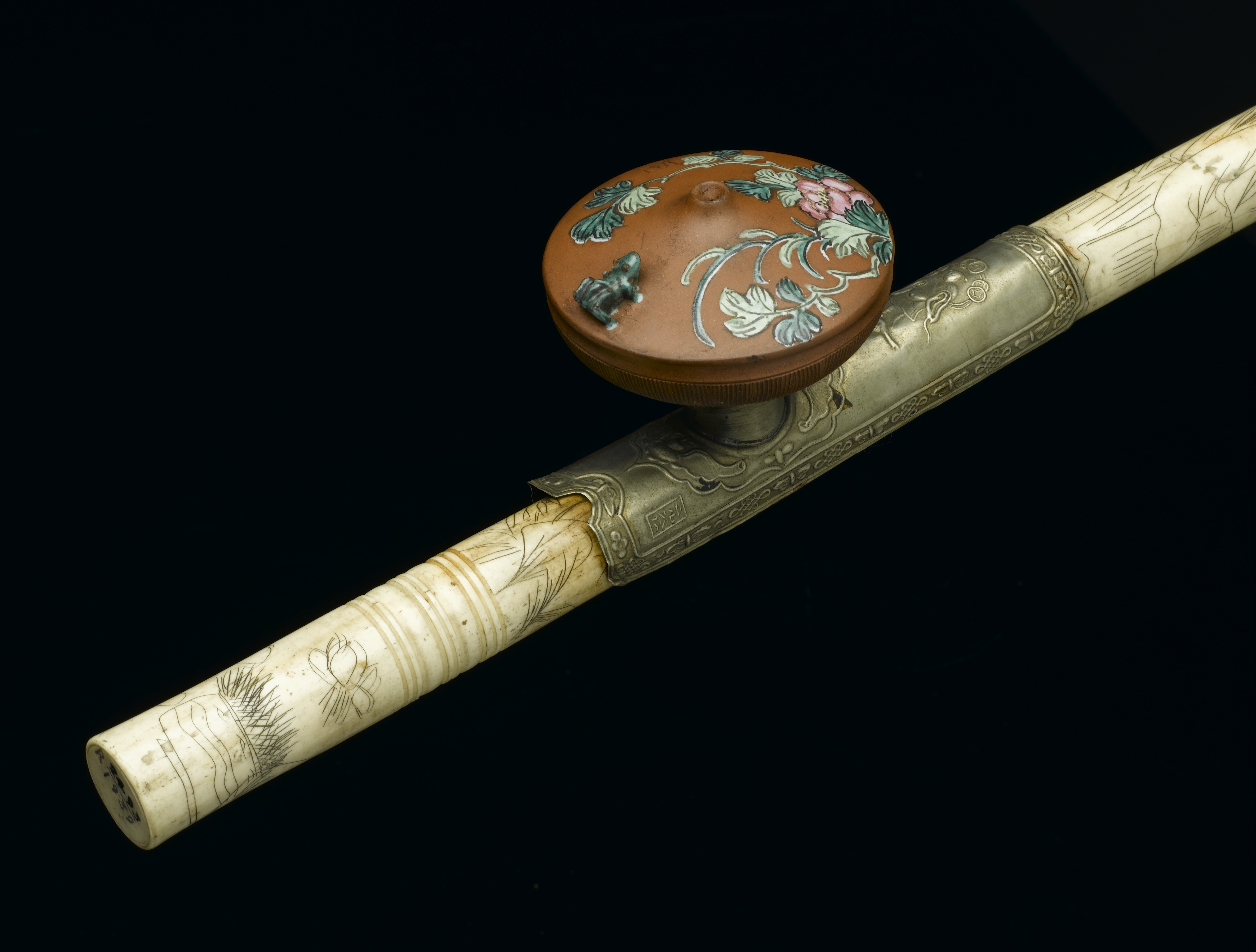
Опиумная трубка из резной кости с терракотовой чашкой, Китай

Их внешний вид, оснащенность и ценовая категория различались: от притонов, где опьяненные наркотиками люди лежали прямо на полу или на досках, до солидных заведений с роскошными интерьерами. Во многих курильнях помимо основного развлечения можно было воспользоваться услугами проституток.
Для курения использовали особый экстракт опиума (чанду, англ. сhandu). Существовали специальные наборы для курения опиума, состоявшие из особой опиумной трубки, более длинной, чем обычная, лампы, миски и прочих приспособлений. Некоторые принадлежности для курения изготавливались из дорогих материалов (фарфор, слоновая кость, черепаховый панцирь) и обильно украшались резьбой, инкрустацией, позолотой и т. д. Все приспособления для курения опиума были сделаны так, чтобы их было приятно держать в руках, так как это усиливает ощущения. Сегодня эти предметы нередко являются объектами коллекционирования.

## Наркотики в медицине
Наркотические вещества с глубокой древности использовались в медицине в качестве обезболивающих и успокоительных. В XIX веке опиум продавался почти в каждой аптеке свободно и без рецепта и считался безвредным лекарством от множества болезней, от кашля до истерии.
К примеру, в «Книге рецептов» 1846 года содержались такие советы:
- От ревматизма: одну столовую ложку настойки смолы гваякового дерева (Guaiacum officinale) смешать с двумя чайными ложками молока. Добавить 6 капель лауданума, принимать три раза в день. Это количество на один прием.
- От кашля: две столовые ложки уксуса, две столовые ложки патоки, 60 капель лауданума. Принимать по чайной ложке смесь на ночь и утром.

Популярностью пользовались различные «универсальные» средства из множества компонентов (например, трав и экстрактов), в которых, однако, опиум или кокаин оказывали основной и по сути единственный эффект, остальное же было не более чем маркетинговым ходом. Широкое использование наркотиков в медицине объясняется тем, что до изобретения эфира и аспирина опиум и морфин были фактически единственными доступными обезболивающими.

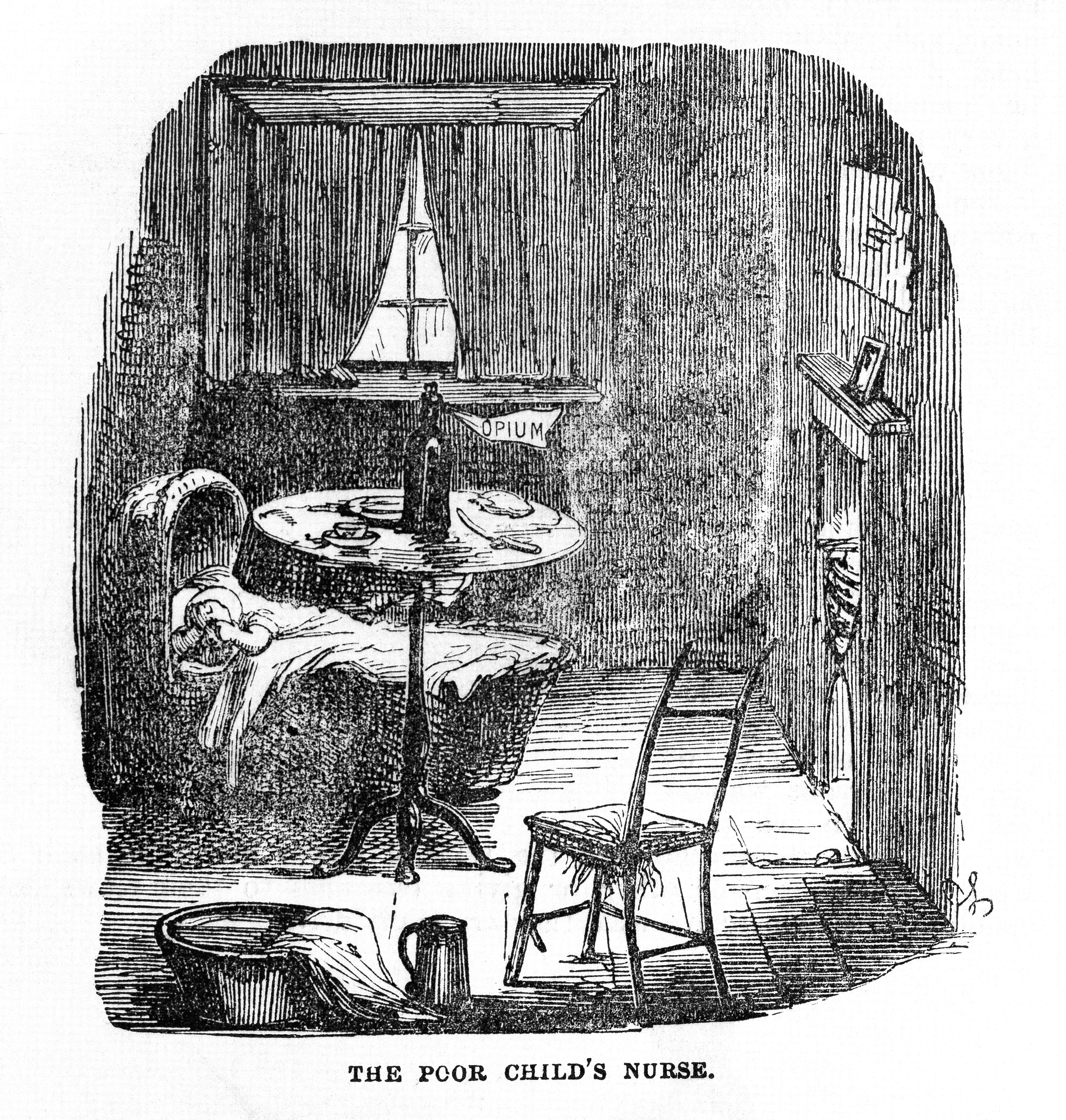
Опиум — няня бедного ребенка, журнал Punch, 1849

Даже когда врачи начали обращать внимание на привыкание, вызываемое наркотиками, продавцы и производители наркотических «лекарств» продолжали рекламировать свой товар, утверждая, что все негативные эффекты «удалены» и наркотические препараты показаны даже детям. Практика успокаивать плачущих детей наркотиками имеет древние корни и упоминается, в частности, в папирусе Эберса (XVI век до н. э.). В викторианскую эпоху этот способ, к тому же, получил поддержку официальной медицины и популяризировался рекламой производителей и различными книгами-руководствами по домоводству и воспитанию детей. Детские наркотические успокоительные имели безобидные названия, например, «Друг матери» (смесь из опиума, патоки и воды) и «Детская тишина».
Средство под названием Детская тишина, или Успокаивающий сироп Миссис Уинслоу (англ. Mrs. Winslow’s soothing syrop) было широко распространено в Великобритании и США:
Совет матерям! Вы совсем обессилели в уходе за больным ребенком? Скорее спешите к аптекарю, чтобы приобрести бутылочку успокаивающего сиропа Миссис Уинслоу. Это лекарство совершенно безвредное и приятное на вкус, вызывает естественный спокойный сон, так что ваш маленький херувим засыпает и пробуждает как по щелчку пальцев. Сироп успокаивает ребенка, смягчает десны, снимает боль, нормализует работу кишечника и является лучшим известным средством от дизентерии и диареи. Успокаивающий сироп Миссис Уинслоу продается во всех аптеках.
Сироп содержал морфина сульфат (65 мг на унцию), карбонат натрия и гидрат аммиака. «Успокаивающий сироп» был в продаже с 1849 по 1930 год.

## Борьба с наркотиками

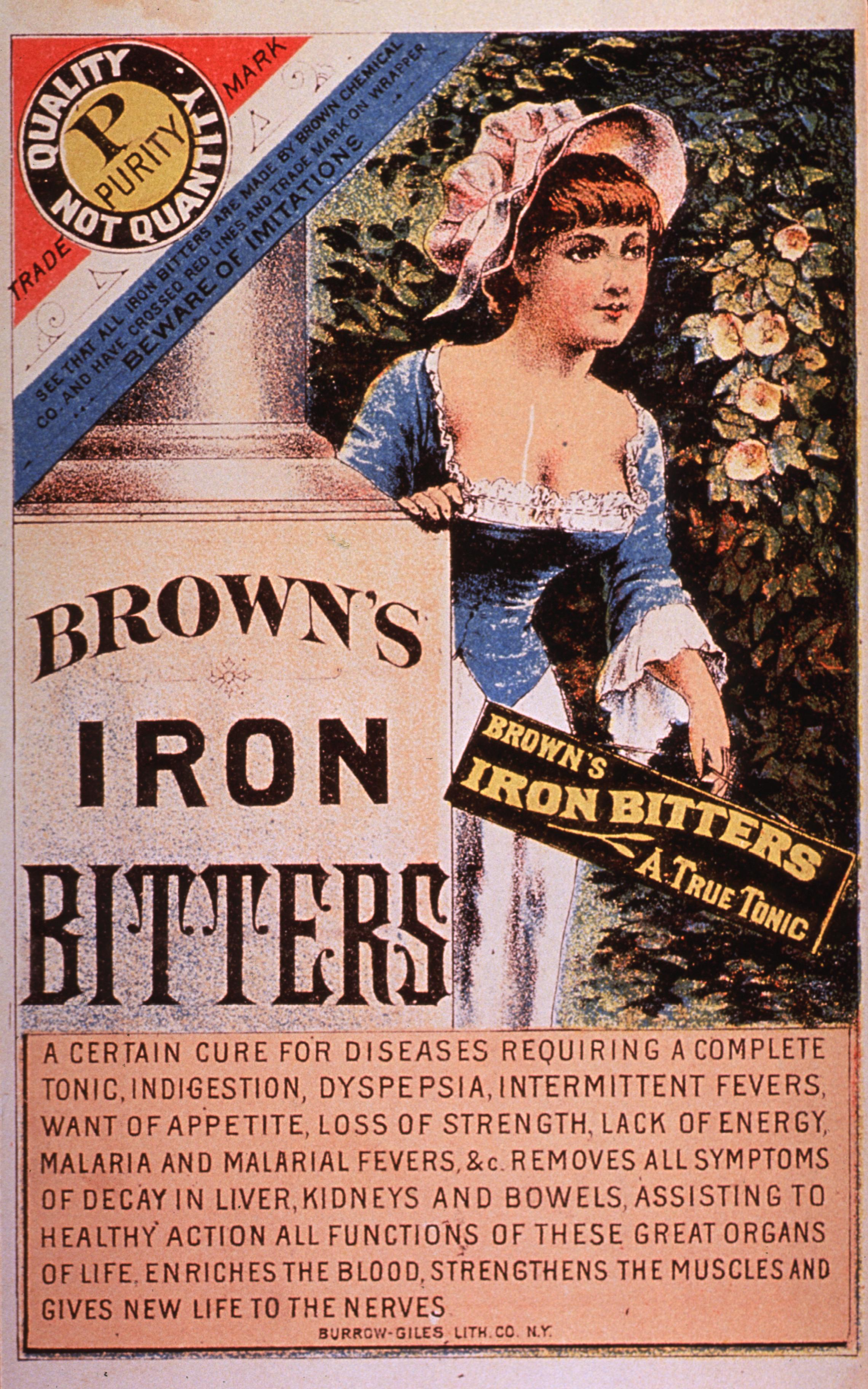
Реклама кокаинового лекарства «от всех болезней»

Большую часть XIX века наркомания не осознавалась обществом как социально значимая проблема, хотя понимание негативного влияния наркотической зависимости на отдельных людей было вполне очевидно их окружению. Наркомания считалась личной проблемой человека, проявлением его неумеренности, пороком, но не социальным бедствием, требующим радикальных мер борьбы. Отношение к наркотикам в первой половине XIX века было более лояльным, чем к алкоголизму, который казался более значимой проблемой.
Поэтому правительством предпринимались лишь полумеры для ограничения потребления наркотиков. Первое ограничение на распространение опиума содержится в Фармацевтическом Акте 1868 года — было запрещено использовать опиум без рецепта врача. Однако данная мера оказалась неэффективной, так как на практике запрет не соблюдался. Кроме того, обеспеченные жители викторианской Англии пользовались услугами частнопрактикующих врачей, а те могли выписывать любые лекарства по просьбе своих пациентов.
Общество разделилось на сторонников и противников свободной продажи наркотиков, а потребление тем временем не снижалось, несмотря на меры, принятые в 1868 году. В 1893 году правительство Гладстона создало Королевскую комиссию по расследованию вопросов употребления опиума. В 1895 году комиссия подготовила доклад, суть которого сводилась к тому, что прекращение производства опиума в Индии нежелательно и невозможно. Члены комиссии ссылались на возможные возмущения среди местных жителей, а также на доводы врачей-сторонников «лечебных» наркотиков.

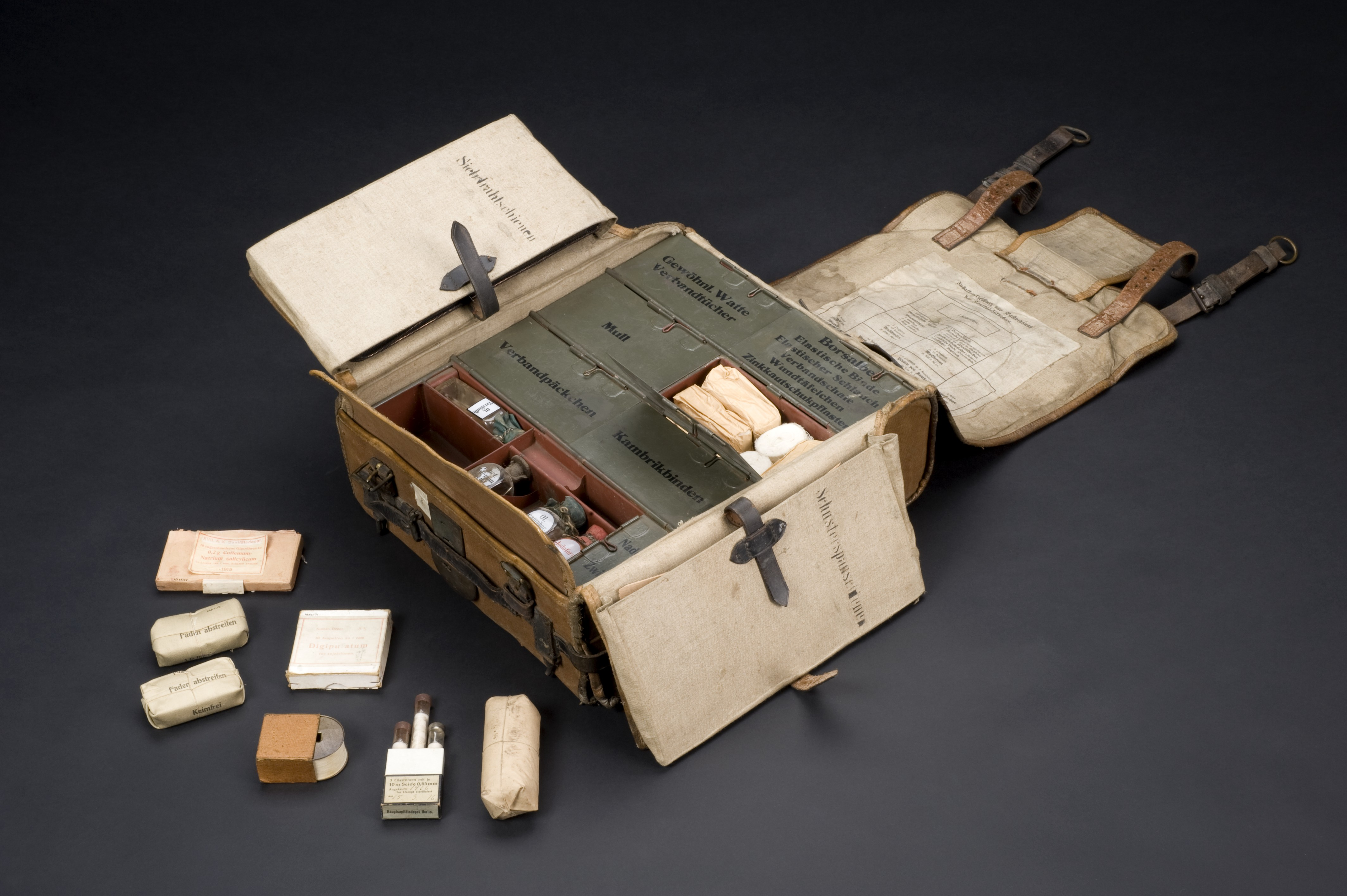
Аптечка военного врача времен Первой мировой войны. Включает в себя перевязочные материалы и опиум в качестве обезболивающего.

Эффективные меры борьбы с распространением наркотиков на территории Англии и на подконтрольных ей территориях начались лишь в начале XX века. Первые десятилетия XX века характеризуются практически повсеместным пониманием негативных последствий от свободного распространения наркотиков и вред, наносимый ими здоровью людей, в связи с чем во многих странах Европы, Америки и Азии начинается борьба с этими явлениями. Опиум, морфин и кокаин перестают популяризироваться как универсальные лекарства, безвредные снотворные и успокоительные для детей и женщин и постепенно покидают фармацевтический рынок, оставаясь лишь как экстренные средства обезболивания.
Существенный удар по торговле опиумом был нанесен в 1912 году с подписанием Международной опиумной конвенции, объединившей тринадцать государств (в том числе Великобританию, Германию, США, Россию, Францию). Конвенция предусматривала, что «обязующиеся державы должны приложить все возможные усилия для осуществления контроля, в том числе и силового, всех лиц производящих, импортирующих, продающих, распространяющих, и экспортирующих морфий, кокаин и их производные, а также для учёта зданий, в которых эти лица содержат подобные производства и торговые места». Доработка и реальная реализация конвенции продолжалась в 1910—20-е годы.

## Наркомания в искусстве
- Поэма «Базар гоблинов» (англ. Goblin Market) была написана Кристиной Россетти, сестрой живописца Данте Россетти, в 1862 году. В сюжете поэмы две сестры, Лаура (Лора в переводе) и Лиззи (Лиза) сталкиваются с коварными гоблинами, торгующими восхитительными, но запретными фруктами. Описание «гоблинских фруктов» явно символизирует наркотики[источник не указан 1859 дней] — они сладки, но единожды отведавший их жаждет еще и начинает медленно угасать. Жена брата Кристины, Лиззи Сиддал, долго страдала от депрессии после неудачной беременности и умерла в 1862 году от передозировки лауданумом.
- Опиум неоднократно упоминается в произведении Оскара Уайльда «Портрет Дориана Грея» как один из многочисленных пороков, которым предается главный герой: «Есть притоны для курильщиков опиума, где можно купить забвение. Есть ужасные вертепы, где память о старых грехах можно утопить в безумии новых».
- Шерлок Холмс, главный персонаж книг Артура Конан Дойла, в некоторых рассказах употребляет наркотики (впрочем, упоминания этого довольно редки; очевидно, детектив употреблял наркотики лишь когда не имел подходящего дела для расследования). В рассказе «Знак четырёх» (1890 г.) Холмс употребляет 7%-ный раствор кокаина внутривенно, утверждая при этом, что хотя наркотики и вредят здоровью, они «удивительно стимулируют умственную деятельность».